# Smáralind
Smáralind är ett köpcentrum beläget i centrala Kópavogur utanför Reykjavik, Island, som öppnades den 10 oktober 2001. Det täcker en yta av 63 000 kvadratmeter och är därmed ett av Islands största köpcentrum. Förutom över 70 butiker finns det även en biograf. Köpcentrumet konkurrerar med bland annat köpcentrumet Kringlan och butiker i Reykjaviks centrum.
När Smáralind öppnade fick det uppmärksamhet, bland annat på grund av det är format som en stor fallossymbol, sett från ovan.